# آيدا سيدجويك بروبر
آيدا سيدجويك بروبر (27 أغسطس 1873-7 يونيو 1957) ناشطة أمريكية في حق تصويت المرأة، وكاتبة وفنانة. كانت محررة فنية في مجلة ذا وومن فوتر، وعملت في المعارض الدائمة لمؤسسة سميثسونيان ومركز دي موان للفنون.

## سيرة حياتها
وُلِدت بروبر في 27 أغسطس 1873 في بونابرت بولاية آيوا، ووالدتها أماندا إلين (الاسم قبل الزواج: أماندا دودز) ووالدها داتوس ديويت بروبر، وهي الطفلة الرابعة بين ستة أخوات. درست بروبر في كلية بيثاني في كانساس. جمعت بروبر ما يكفي من المال للانتقال إلى نيويورك من خلال عملها في مكتبة في سياتل، وأصبحت عضوة في رابطة طلاب الفن. عادت إلى كانساس بحلول عام 1899، وأعطت دروسًا فنية في جامعة أوتاوا. عرضت بروبر لوحات زيتية في ولاية آيوا بحلول عام 1900، وحصلت على زمالة من رابطة طلاب الفن للدراسة في أوروبا الغربية في عام 1903، وأجرت دراسات في ألمانيا. عادت إلى نيويورك في الفصل الدراسي عام 1905، ودرَّست الفن في مدرسة سانت ماري في بورلينغتون بنيو جيرسي لمدة عام. رسمت بروبر صورًا لاثنين من حكام الولاية السابقين خلال تلك الفترة نفسها، وعُلِّقت بعد ذلك في مبنى ولاية نيوجيرسي. درّست بروبر الفن في عام 1906 في كلية السيدات المعمدانية في بريستول بفيرجينيا.
ذهبت بروبر إلى باريس بعد انتهاء الفصل الدراسي لمواصلة دراستها، وبقيت هناك لمدة أربع سنوات. ظهرت لوحتها «شاي الساعة الخامسة» في صالون باريس في عام 1910. عادت من أوروبا في عام 1911، وشاركت على الفور في مسيرة حق المرأة في التصويت في مدينة نيويورك مع 3000 من المتظاهرين. افتتحت النحاتة مالفينا هوفمان وبروبر، جنبًا إلى جنب مع عضو آخر في مجموعة هيترودوكسي، المعرض الخاص بهم في مدينة نيويورك في عام 1912، ولكن المشروع لم يكن مربحًا كما ًامِلت النساء أن يكون. أصبحت بروبر أيضًا محررة مجلة ذا وومن فوتر في عام 1912، واستخدمت علاقاتها مع الفنانين في نيويورك لمشاركة أعمالهم في المجلة. أصدر فرع نيويورك للجمعية الأمريكية المطالِبة بحق المرأة في التصويت مجلة ذا وومن فوتر. أصبحت بروبر واحدة من الأعضاء المؤسسين لمجموعة هيترودوكسي في عام 1912، وهي مجموعة نسوية تأسست في غرينتش فيليج، والتي كان يجتمع أعضاؤها في أيام السبت البديلة لمناقشة مجموعة واسعة من القضايا.
عرضت بروبر أعمالها في معرض بنما-المحيط الهادئ الدولي في عام 1915. سارت أيضًا في موكب الرابع من يوليو في نيويورك مع غيرها من ناشطات حق تصويت المرأة الجدد والبارزات. نظمت بروبر بعد ذلك عرضًا فنيًا في صالات عرض ويليام ماكبث في ذلك الخريف مع مجموعة من الفنانات اللاتي كن أيضًا ناشطات حق تصويت المرأة. تبرعت الفنانات بنصف عائدات أعمالهن إلى حملة الاقتراع في ولاية نيويورك. سارت بروبر في موكب الاقتراع في وقت لاحق من ذلك الشهر وهي ترتدي زي عاملة نظافة، وارتدت لافتة كُتِب عليها: «إذا كانت السياسة قذرة، أرسلوا وراء عاملة التنظيف».
ركبت بروبر مترو أنفاق نيويورك مع ناشطات أخريات يحملن «لوحات صغيرة» تدعم حق المرأة في التصويت، وذلك مع اقتراب تصويت الولاية على قانون حق المرأة في التصويت. نظمت بروبر أيضًا مسابقة للافتات المطالبة بحق المرأة في التصويت في نيويورك لدعم التصويت المقبل على التعديل. كانت جائزة أفضل تصميم 50 دولارًا أمريكيًا، وكان من المقرر تضمين عبارة «التصويت لصالح تعديل حق المرأة في التصويت، 2 نوفمبر 1915» في التصميم. اختيرت بروبر لقيادة المسابقة والمعرض لأنها كانت رئيسة اللجنة الفنية لحملة حق المرأة في التصويت.
عملت بروبر في جامعة بورتوريكو منذ عام 1919 حتى عام 1922. انتقلت إلى جزيرة مونهيغان في وقت ما من عام 1925 أو 1926 حيث اشترت منزلًا، وأصبحت كاتبة في المدينة، وأدارت مدرسة للفنون. كتبت ونشرت كتابًا تاريخيًا عن الجزيرة في عام 1930 بعنوان مونهيغان، مهد نيو إنغلاند.